# 趙賢意
趙賢意，字伯慎，號如城，浙江金華府東陽縣人，明朝政治人物。萬曆乙未進士。

## 生平
由县学生以《诗经》中万历十三年（1585年）乙酉科浙江乡试第十八名，二十三年（1595年）乙未科进士。工部觀政，二十四年六月授福建邵武府推官，案无宿狱。时妖党晁天王结海寇为患，台下所司议，同官相顾莫发。便采纳贤意计划，使壮士潜入贼徒中，依计擒主晁天王，遣散其余党徒，一境肃然，考绩第一。任满后，升为文林郎，任南京兵部主事。二十三年甲辰年（1604）丁母忧，守丧期满起复。转北京工部主事，三十七年典試廣東，擢四川按察司副使，分巡安绵兵备道。绵为二州要冲，兵籍皆虚额。贤意至，一一稽实，且不时检阅，因而军声大振。时巡视要害，体察土俗，安抚流民，积劳成疾，卒于官。贤意为人，方正不阿，而性善容纳，好奖掖后进。所品藻皆不爽。典粤东试，所拔皆俊士。或馈以金，且未当道意，冀有所提拔。峻却之。赵氏世多簪缨，而居官清正，得乡曲之誉者，唯贤意为最。入本县乡贤祠。

## 家族
曾祖趙为沐。祖趙继魏。父趙祖昇。母蔡氏。具庆下。叔趙祖述，丙午舉人。從兄趙璧（戊午舉人）。祖述子趙賢左，字伯周，號魯東，萬曆庚子举人。。娶胡氏，子明望、明登。